# 津田逸夫
津田　逸夫 (つだ いつお、1914年5月3日 - 1984年3月10日) は、日本の合気道家、哲学者である。

## 経歴
朝鮮半島に生まれる。16歳の頃に家を出奔。放浪生活を送る。その後1934年に父親と和解後はフランスに留学。そこでフランスの社会学者・民俗学者・中国学者であるマルセル・グラネと社会学者・文化人類学者のマルセル・モースに師事する。

1940年日本に帰国。合気道の植芝盛平と整体協会創設者である野口晴哉に師事。第2次大戦後は東京のエールフランスに在職する。

1970年にヨーロッパに戻り、パリに合気道の道場を開く。

1973年に"Le Non-Faire" を出版する。